# Гай Валерій Флакк (консул 93 року до н. е.)
Гай Валерій Флакк (лат. Gaius Valerius Flaccus; ? — після 81 до н. е.) — політичний, державний та військовий діяч часів Римської республіки, консул 93 року до н. е.

## Життєпис
Походив з патриціанського роду Валеріїв. Син Гая Валерія Флакка. Двоюрідний брат Луція Валерія Флакка, майбутнього принцепса сенату. Про молоді роки немає відомостей.
У 96 році до н. е. обрано міським претором. У 95 році як пропретор керував провінцією Азія. У цей час став патроном міста Колофон. У 93 році до н. е. його обрано консулом разом з Марком Гереннієм. У 92 році до н. е. як проконсул отримав провінцію Дальня Іспанія. Тут здобув перемогу над кельтіберами, знищивши 20 тисяч ворогів. Надалі додатково отримав як провінцію Ближню Іспанію (з 87 року до н. е.) та Трансальпійську Галлію (з 85 року до н. е.). У 82 році вибита монета на честь перемог Флакка, а самому Валерія надали імперій та оголосили імператором.
У громадянській війні між Гаєм Марієм (партія популярів) та Луцієм Суллою (партія оптиматів) не прийняв спочатку жодної сторони, але після того, як Луцій Сулла висадився в Італії 83 року до н. е., приєднався до нього. У 81 році до н. е. повернувся до Риму. Сулла надав Флакку тріумф за попередні успіхи — перемогу над кельтіберами та над повсталими галлами. У Римі відійшов від політичних справ, став займатися своїми маєтками. Про подальшу долю немає відомостей.